# Kip Niven
Kip Niven (nacido como Clifford Wallace Niven, Kansas City, Misuri, 27 de mayo de 1945-Ibídem, 6 de mayo de 2019) fue un actor estadounidense. Participó en cine, televisión, radio, cortometrajes y teatro. Fue más conocido por hacer de Steve March en la serie de televisión Alice (1976).

## Biografía
Kip Niven fue criado en Prairie Village, Kansas y se graduó en 1963 de la Shawnee Mission East High School. Después de pasar un año en la Baylor University, entró al programa de teatro en The University of Kansas, donde se le observó en varias obras de teatro.
Niven participó en casi 60 películas,  entre estas: Magnum Force (1973), Earthquake (1974), La batalla de Midway (1976). Actuó en innumerables series de televisión, incluyendo: The Waltons (1972), Law & Order (1990) y Walker, Texas Ranger (1993). Además, tuvo varios papeles en Broadway, en el teatro regional y programas de radio episódicos. Fue más conocido por interpretar durante tres años a Steve Marsh en la serie Alice (1976), junto a Linda Lavin, Philp McKeon, Beth Howland, Polly Holliday y Dave Madden. 
Niven y la estrella de la serie, Linda Lavin, se casaron en 1982. El matrimonio fue turbulento y a inicios de la década de 1990, se divorciaron. 
Antes de Lavin, en 1968, se casó con Susan Niven y tuvieron dos hijos. Susan murió el 27 de noviembre de 1981 a sus 35 años, sobreviviendo Lavin y sus dos hijos. Después de Lavin se casó con Beth Reiff, con quien tuvo un hijo y, el 20 de agosto de 2012, Beth muere dejando viudo a Niven. 
Kip regresó a la Ciudad de Kansas, donde creció, en 1995 y continuó trabajando en el teatro local y en un programa de radio de comedia.

## Filmografía
- 2000, Walker, Texas Ranger
- 1997, Detention: The Siege at Johnson
- 1994, Law & Order
- 1987, Spenser, detective privado
- 1976-1985 Alice
- 1982-1983, Simon & Simon
- 1982, Falcon Crest
- 1982, Mother's Day on Walton's Mountain
- 1982, McClain's Law
- 1982, A Wedding on Walton's Mountain
- 1979-1981, The Waltons
- 1974 Terremoto
- 1971-1974, Marcus Welby
- 1971-1973, Owen Marshall, Counselor at Law
- 1971,Sarge